# La Mère de Dieu
La  Mère de Dieu est un roman gothique allemand de Leopold von Sacher-Masoch paru en 1880 sous le titre Die Gottesmutter. Ce roman fait partie du cycle du Legs de Caïn, traduit en français par Catherine Strebinger et publié chez Hachette en 1880, il a été depuis, réédité en 1991, avec une préface de Jean-Paul Corsetti aux Éditions Champ Vallon.
Pour Gilles Deleuze, ce roman est avec La Pêcheuse d'âmes un des plus grands romans de Sacher-Masoch.

## Résumé
La Mère de Dieu, Mardona, dirige sa secte. La secte est gaie mais sévère pour le pêché, hostile au désordre. Mardona est « à la fois tendre, sévère et glacée. Elle est pleine de colère, fait fouetter et lapider; elle est pourtant douce. Toute la secte d'ailleurs est douce et gaie, mais sévère pour le péché, hostile au désordre »
Se sentant trahie par Sabatil qui aime aussi Nimfodora, Mardona s'en inquiète et s'écrie : « C'est l'amour de la Mère qui apporte la rédemption, il constitue pour lui une deuxième naissance… ».  Mardona le condamne : « Je ne suis pas parvenu à transformer ton amour charnel en affection divine… Je ne suis plus pour toi qu'un juge ». Elle condamne mais veut le consentement de Sabatil au supplice. Elle lui cloue les pieds et fait clouer les mains de Sabatil par Nimfodora.

À la fin de La Mère de Dieu, Mardona se trouve emmenée à la suite de délations, accusée d'être au-dessus de la loi des hommes. Elle fait comprendre que si elle est au dehors des lois de la cité, donc au dehors des lois du Père, c'est qu'elle est, elle-même à sa façon, comme une autre instance de justice divine. Une autre forme de justice de la Déesse Mère. Mardona reprend à son compte les punitions du patriarcat.

## Analyse
Un rapport à Dracula dans le fait que Nimfodora s'entaille le bras pour que Mardona puisse se baigner dans le sang. C'est aussi un rapport à une autre nouvelle de Sacher-Masoch Eau de Jouvence inspirée de la légende d'Élisabeth Báthory. 

En croix, Sabatil joue la Passion : « Pourquoi m'as tu abandonné ? », et s'adressant a Nimfodora : « Pourquoi m'as tu trahi ? » Selon Gilles Deleuze, « La Mère de Dieu doit mettre son fils en croix précisément pour qu'il devienne son fils, et jouisse d'une naissance qu'il ne doive qu'à elle seule ».
C'est surtout La Vénus à la fourrure, et moins le reste de l'œuvre masochienne qui poussa Richard von Krafft-Ebing à utiliser le terme masochisme pour qualifier un symptôme qu'il considérait comme une pathologie.
Du reste Richard von Krafft-Ebing aurait pu aussi donner le nom de sadisme à Masoch puisqu'il y a du sadisme dans l'œuvre de Masoch, par exemple dans la Hyène de Puszta, mais il ne s'agit que de sadisme romanesque, et comme le dit Gilles Deleuze dans sa présentation, une forme de sadisme qui appartient au masochisme.

N'empêche que ce sadisme dans la vraie vie, Sacher-Masoch ne pourrait en aucun cas le vivre sans le mener à la mort.  En revanche les éléments fétichistes sont le plus souvent ressentis, animés par Masoch.  Et ils apparaissent tout au long des deux romans.
Si Leopold von Sacher-Masoch a toujours essayé de mettre en scène La Vénus à la fourrure dans sa vraie vie, il lui aurait été impossible de faire de même avec quelques tueuses de ses autres romans.  À un journaliste qui se plaint que Masoch mette en scène dans tous ses romans tant de femmes cruelles et criminelles, il répond : « Si cette femme était dans ma vie, comme il le croit, elle ne serait pas dans mes livres. Elle s’y faufile parce que j’ai la tête pleine d’elle ». Et comme l'exprime Deleuze, le sadique et le masochiste ne peuvent se rencontrer, et si par hasard une rencontre intervient : « chacun fuit ou périt ».
Pour Jean-Paul Corsetti, pour La Mère de Dieu ainsi que pour La Pêcheuse d'âmes, les personnages masochiens se rapprochent aussi des héros de pacotille qui hantent Les châteaux de la subversion, chers à la gothic story.
Pour Bernard Michel « La Mère de Dieu constitue-t-elle pas une des nouvelles du cycle de La Mort ou un roman totalement indépendant du Legs de Caïn ? Les deux thèses peuvent être soutenues. Je penche personnellement pour la seconde ».
Jean-Paul Corsetti ne partage pas l'avis de Bernard Michel. Il situe La Mère de Dieu dans le dernier cycle du Legs de Caïn, cycle dévolu à la mort.
Gilles Deleuze, lui, rapproche La Mère de Dieu de La Pêcheuse d'âmes.
Quant à Pascal Quignard, il y voit selon Jean-Paul Corsetti l'expression du « balbutiement ». « Parole du retour, détour au retour même à la Mère, du retour au détour même, à la mort. »
Pour Sacher-Masoch la nature fait partie de ses images primitives, il voit en elle la Déesse-Mère. La nature l'émerveille, l'enchante, l'inspire. Il est écologiste avant l'heure. Non seulement il l'écrit dans ses autobiographies, mais il le met aussi dans les paroles de ses personnages comme dans ce livre : « En rendant, au lieu de la crucifier comme vous le faites, à la nature toute son innocence, toute sa virginité première, répondit Mardona avec assurance : Dieu nous a donné l'esprit pour dominer la nature, et non pour la martyriser ».
Dans La Vénus à la fourrure Masoch écrit : « Je me représente la femme comme la personnification de la nature, la déesse Isis et l'homme comme son prêtre et son esclave. J'ai reconnu en elle une cruauté analogue à celle de la nature qui rejette dès qu'elle n'en a plus besoin, tout ce qui lui servit d'instrument. »
Selon Roland Jaccard, « La Mère de Dieu, La Pêcheuse d'âmes, laissent entrevoir que la littérature de l'écrivain galicien décline d'autres identités, apparemment plus sages, mais non moins troublantes ».

### Fétichisme et descriptions
« C’est quand les sens ont pour objet des œuvres d’art qu’ils se sentent pour la première fois masochistes. Ce sont les tableaux de la Renaissance qui révèlent à Masoch la puissance de la musculature d’une femme entourée de fourrures ».
Dans la Mère de Dieu toutes les formes de fétichisme qui fascinent Sacher-Masoch y sont réunies.

La relation à la fourrure, omniprésente évidemment comme dans de nombreux écrits de Sacher-Masoch, une relation avec le Legs de Caïn : « Quant à la fourrure, sa présence obsédante dans la plupart des histoires galiciennes témoigne que Caïn et sa descendance sont du côté du sauvage, l'image sera si forte que la femme ne pourra être Vénus qu'ensauvagée d'une fourrure ».
Dans un autre livre, Sacher-Masoch exprime clairement son fétichisme du pied : Le pied dans La femme séparée Sacher-Masoch évoque son fétichisme du pied féminin : « Dans mon âme, à cette heure, il ne se passait rien de voluptueux, il n'y avait pas d'ombre, pas de pensée terrestre. Lorsque, enfin, avec majesté elle me tendit la main, je mis un genou à terre et je lui baisais le pied. Elle me comprit. Elle ramena pudiquement sur elle sa pelisse d'hermine et me congédia d'un geste ». Masoch révèle sa fascination pour le pied, un thème favori de Sacher-Masoch. Il l'exprime dans un roman : Madame von Soldan 1882.
Bien que le roman ne soit pas dans la lignée de La Vénus à la fourrure où Sacher Masoch met en scène ce qu'il cherche à réellement vivre, il décrit, cependant, la femme idéale, celle qu'il désire dans La Mère de Dieu, comme dans ses autres romans.  Tout ce qui est de l'ordre de la beauté naturelle ne résiste pas à la fascination fétichiste.  Elle annule tout ce qu'il y a autour d'elle pour occuper toute la scène.
 
Mardona est vierge et intouchable, « chaste et belle » : « Ne me touche pas (…) tu commets un péché en portant les mains sur moi. (…) » ; « Elle se dégagea sans un mot. Son beau visage était enflammé de colère… » ; 
Dans nombre de ses romans on trouve la trace de bottes de maroquin rouge. Ces bottes que portait sa nourrice et qui est au cœur de sa scène primitive.

Nombreuses seront les femmes cruelles bottées de maroquin rouge dans l'œuvre  masochienne.

On retrouve ces bottes tout naturellement dans La Mère de Dieu : « elle porte des hautes bottes de maroquin rouge »

« L'étrangère portait de hautes bottes de maroquin rouge »

Les bottes de maroquin changent parfois de couleur, bleues, jaunes...
 
Mardona est souvent d'une froide majesté. Majesté grave et d'un sourire dédaigneux. « Elle plisse les lèvres dédaigneusement »

Fétichisme des mains et du pied « Quant à ses mains, elles étaient charmantes, petites et douces comme du velours, elle avait les plus jolis pieds du monde »

Les femmes sont hors civilisation patriarcale « Lorsqu'elle la prit, Sabatil remarqua ses mains qui étaient fines et blanches. Surement ces mains là n'avaient jamais tenu d'aiguille ».

« Quelles belles peaux ! s'écria cette dernière en passant ses mains blanches dans la fourrure dorée aux raies sombres […]
Surement, dit Sukalou d'une voix humble en soufflant dans les soies fauves de ses fourrure »
Chez Masoch il y a aussi une sorte de fétichisme de la laideur, ou encore de l'esthétisme de la laideur.
C'est ainsi qu'il décrit des personnages de romans, lorsqu'il veut les rendre, parfois, laids ou désagréables pour mettre plus en valeur encore l'esthétisme de la beauté des personnages fétichisés. 
Et donc, Jehorig, le frère de Mardona est : « petit, maigre, au visage pâle, sans barbe, fiévreux et agité comme le sont ordinairement les poitrinaires. »

Et à propos d'Anouchka (sœur de Mardona), « son visage avait aussi peu d'expression que celui d'une citrouille creuse où l'on aurait placé une chandelle. »
Enfin la nature chez Masoch est aussi fétichisée en hiver : « Elle porte un manteau d'hermine. »

## Le Legs de Caïn
Le legs de Caïn est inachevé, il devait comporter un cycle : 
Dans l'œuvre de Masoch, il y a deux grandes figures mythiques, Caïn et Jésus
L'œuvre de Sacher-Masoch est sous le signe de Caïn. Sacher-Masoch se dit fils de Caïn, condamné d'avance par Dieu. Pour Gilles Deleuze, le crime de Caïn appartient entièrement au monde masochiste
Hermann Hesse dans Demian identifie la Déesse-Mère avec Ève, géante qui porte au front le signe de Caïn. Selon l'auteur, le signe de Caïn ne serait pas une marque visible, en somme une marque corporelle de sa faute, mais un signe de supériorité et de force de caractère.
Hermann Hesse, toujours, dans Demian : selon lui toute l'histoire  de Caïn est née du « signe » : « Il existait une race hardie, dont le visage brillait d'une intelligence qui faisait peur aux médiocres ; ceux-ci se sont garantis contre leur inquiétude en inventant le récit de la Genèse. Aujourd'hui les fils de Caïn existent toujours : ils ne paissent pas longtemps avec le troupeau ; au terme d'une errance solitaire, ils accèdent au cercle restreint des initiés : Moïse, Bouddha, César, Jésus, Loyola, Napoléon, Nietzsche… Eux seuls sont de véritables éveillés ».

Pour Jean-Paul Corsetti, ainsi que l'a montré Pascal Quignard : 

« En face de Caïn il y a Jésus : Caïn est un rapport à la mort comme violence inaugurale. Il est le meurtre du frère (…) il définit le rapport à l'histoire aux totalités qu'il déchire. Mais du même coup, il institue l'histoire, en tant que déchirement. Pour Sacher Masoch l'enfer n'est pas seulement dans les profondeurs abyssales, mais aussi au-dessus de nos têtes, le monde céleste est infernal. »

Pour Roland Jaccard, « à l'origine, il y a cette réfutation de Leibniz : le monde dans lequel nous vivons n'est pas le meilleur des mondes possibles. Le monde, tel que l'envisage Sacher-Masoch, est le « Legs de Caïn », il est placé sous le signe du mal, du crime, de la malédiction, de la culpabilité. La nature, écrit-il, nous a donné la destruction comme moyen d'existence. »
Le roman rejoint les gnostiques qui considèrent la création comme une création mauvaise engendrée par un mauvais démiurge. D'une certaine manière, tout le monde créé est infernal.
Pour Pascal Quignard, Dans son chapitre Le doublet Jésus Cain « Jésus est la mort-sens, la mort soumise que la Mère crucifie ».

## Présentations et préfaces
- Gilles Deleuze, Présentation de Sacher-Masoch, Paris, Éditions de Minuit, 1er février 1967, 276 p. (ISBN 2-7073-0332-1)
- Œuvres maîtresses : La Vénus à la fourrure, Le Cabinet noir de Lemberg, La Pêcheuse d'âmes, Les Batteuses d'hommes, La Pantoufle de Sapho et autres contes, préface Cécile Guilbert, Éditions Robert Laffont, sortie le 21 novembre 2013
- Préface Elisabeth Lemirre et Jacques Cotin Don Juan de Kolomea - Éditions Philippe Piquier[15]